# Salam Jiddou
Salam Jiddou (ur. 1 lutego 2000 w Sanankorobie) – malijski piłkarz, występujący na pozycji pomocnika w algierskim klubie ES Sétif, olimpijczyk z Paryża 2024.

## Kariera

### Kariera reprezentacyjna
W reprezentacji Mali U17 wygrał Puchar Narodów Afryki U17 2017 i zagrał na Mistrzostwach Świata U-17 2017. Nie wystąpował w reprezentacjach juniorskich wyższych kategorii wiekowych, ani w reprezentacji seniorskiej. Z reprezentacją olimpjską Mali wziął udział w Igrzyskach Olimpijskich w Paryżu w 2024, będąc na nich kapitanem zespołu.

### Kariera klubowa
Do 2018 grał w malijskim Guidars FC. Następnie do 2023 występował w rezerwach monakijskiego AS Monaco FC. Od 2023 gra w ES Sétif w pierwszej lidze algierskiej.